# كاترين أشتون
كاترين أشتون (بالإنجليزية: Catherine Ashton) (20 مارس 1956 -)، سياسية بريطانية. تتولى منصب النائب الأول لرئيس المفوضية الأوروبية منذ 9 فبراير 2010، ومنصب الممثل السامي للاتحاد لشئون السياسة الخارجية والأمن منذ 1 ديسمبر 2009.

## بداية حياتها
ولدت كاترين أشتون في لانكاشير في ويجان في مدينة مانشستر يوم 20 مارس 1956وبدأت حياتها من أسرة من الطبقة العاملة والتحقت بمدرسة اوبلاند غرامر ثم كلية التعدين والتقنية في ويجان وحصلت على درجة البكالوريوس في علم الاجتماع في عام 1977 من كلية بيدفورد، لندن (وهي الآن جزء من رويال هولواي، جامعة لندن). وكانت أول شخص في عائلتها التحق بجامعة.

## بداية عملها السياسي في المملكة المتحدة
بين عامي 1977 و 1983، عملت أشتون برتبة مسئول في حملة نزع السلاح النووي (CND), وفي عام 1982 انتخبت امينا للصندوق الوطني
وبعد ذلك تم اعتبارها واحدا من نواب الرئيس من 1979-1981 واخذت مرات تلو الأخرى حتى اشتهرت جيدا في عالم السياسة، فعملت عملت كمستشار سياسة.وفي يونيو 2001 تم تعيينها البرلمانية وكيل وزيرة الخارجية في وزارة التعليم والمهارات. في عام 2002 تم تعيينها وزيرة (للبداية الأكيدة) تقريبا الاسم كذلك في نفس القسم.
يوم 28 يونيو 2007، عين رئيس الوزراء الجديد، جوردون براون، التي قامت بها إلى مجلس الوزراء كزعيم لمجلس اللوردات واللورد رئيس المجلس.

## المفوض التجاري للاتحاد الأوروبي
في 30 أكتوبر عام 2008 تم ترشيحها لتحل محل بيتر ماندلسون والمفوضة الأوروبية في المملكة المتحدة في بروكسل لذلك، من أجل تولي منصبها، قالت انها تستخدم الجهاز الإجرائية المستخدمة سابقا في عام 1984 من قبل اللورد كوكفيلد وأخذت إجازة من مجلس اللوردات في 14 أكتوبر 2008،
تم تمحيص تعيينها في منصب المفوض التجاري من قبل البرلمان الأوروبي. كانت انتقادات من قبل دانيال حنان، والهندسة الكهربائية والميكانيكية المحافظين البريطاني، قائلة إنها ليس لديها "خلفية في قضايا التجارة في وقت وتشارك الاتحاد الأوروبي في مفاوضات حاسمة مع كندا وكوريا ومنظمة التجارة العالمية"ومع ذلك، في أعقاب لها الجمهور جلسة اعتماد التهم من قبل لجنة التجارة في البرلمان الأوروبي، وتمت الموافقة من قبل البرلمان أشتون يوم 22 أكتوبر عام 2008 مع 538-40 صوتا، وامتناع عن التصويت 63

## التقييم ورتبة الشرف
في فبراير 2013 تم تقييم أنها واحدة من 100 امرأة الأكثر نفوذا في المملكة المتحدة قبل ساعة والمرأة على بي بي سي راديو 4

## حياتها الشخصية
متزوجة من بيتر كلنر رئيس منظمة الاقتراع على الإنترنت ولديها ابنتين، وثلاثة أولاد.
وقد منحت درجة فخرية من جامعة شرق لندن في عام 2005.

## روابط خارجية
- كاترين أشتون على موقع IMDb (الإنجليزية)
- كاترين أشتون على موقع الموسوعة البريطانية (الإنجليزية)
- كاترين أشتون على موقع مونزينجر (الألمانية)
- كاترين أشتون على موقع ميوزك برينز (الإنجليزية)
- كاترين أشتون على موقع قاعدة بيانات الفيلم (الإنجليزية)